# Proschoenobius forsteri
Proschoenobius forsteri är en fjärilsart som beskrevs av Munroe 1974. Proschoenobius forsteri ingår i släktet Proschoenobius och familjen Crambidae. Inga underarter finns listade i Catalogue of Life.